# Behind These Hazel Eyes
«Behind These Hazel Eyes» —en español, «Detrás de estos ojos avellana»— es una canción grabada por la cantante estadounidense Kelly Clarkson para su segundo álbum de estudio, Breakaway (2004). Fue escrita por Kelly con los productores de la canción Max Martin y Dr. Luke. La canción fue lanzada el 12 de abril de 2005 como el segundo sencillo del álbum. Kelly considera «Behind These Hazel Eyes» como una de sus canciones favoritas y que una vez la intención de nombrar Breakaway después de la canción. «Behind These Hazel Eyes» es una canción de rock pop uptempo que incorpora guitarras crujientes que se pulsaban con ritmos de conducción y coros himnos; narra relación rota de Kelly con su exnovio.
«Behind These Hazel Eyes» alcanzó el puesto número seis en el Billobard Hot 100 y se quedaron dentro de los diez primeros en la lista durante quince semanas. También se convirtió en la primera canción de Kelly arriba la lista de Adult Pop Songs. Fue certificado platino de Recording Industry Association of America (RIAA) por vender más de un millón de descargas digitales. En otros lugares, la canción llegó a la lista de los 10 temas más populares en Australia, Austria, Irlanda, Países Bajos, Nueva Zelanda y el Reino Unido.
El video musical de la canción fue dirigido por Joseph Kahn y producido por Danyi Deats-Barrett. El concepto del video fue concebido por Kelly y la representa como una novia que experimenta algunas pistas como de sueño que su marido-a-ser tiene una aventura con un asistente ceremonia morena. El video musical se estrenó en línea en MTV y que también recibió la rotación pesada en Total Request Live. La canción fue interpretada en vivo por Clarkson en numerosos lugares, incluyendo Breakaway World Tour (2005) y All I Ever Wanted Tour (2009).

## Antecedentes
En 2004, Clarkson voló a Suecia para colaborar con Max Martin y Lukasz «Dr. Luke» Gottwald para su álbum, Breakaway. Kelly y Max estaban interesados en convertir en una dirección más rock, en contraposición a la «mancha de pop» con las que se identificaron. Las canciones «Since U Been Gone», así como «Behind These Hazel Eyes» fueron los productos de su colaboración. De acuerdo con el Dr. Luke, «Behind These Hazel Eyes» fue enviado a Kelly sin ningún tipo de letras como parte de una rama de olivo a la cantante. Él explicó,

Acabábamos de hecho con «Since U Been Gone», que todo el mundo estaba contento con. Hemos enviado una versión aproximada de «Behind These Hazel Eyes», sin ningún tipo de letras, a Kelly y Clive Davis. Fue en parte una rama de olivo a Kelly, porque no había falta de comunicación sobre «Since U Been Gone», donde Kelly había escrito algunas letras y Max y yo no sabía nada de él y que había terminado la canción. Así que quería escribir «atrás» con ella desde el principio, pero estábamos en diferentes lugares. Ella acababa de ganar «American Idol», y fue de gira, por lo que había e-mail me letras, y me gustaría su correo electrónico mis pensamientos.

En una entrevista con Entertainment Weekly, Kelly explica que «Behind These Hazel Eyes» es «sobre la varilla que por completo la pata y ahora es infeliz y que seas feliz». También consideró la canción como una de sus favoritas, una vez que ella pretende nombre Breakaway después de la canción. Los críticos especularon que la canción refleja la ruptura de Kelly con David Hodges, el exmiembro de Evanescence. De acuerdo a MTV, la canción fue escrita originalmente antes de la ruptura. Sin embargo, Kelly decidió modificar las letras de las canciones después de romper con David para expresar su dolor emocional. Kelly también dijo que la canción casi no lo hizo en el álbum. Ella explicó, «Tenía una letra distinta en el principio [...] terminé llamando Lucas [Lukasz Gottwald], el escritor, y lo hicimos una canción totalmente diferente a ella. Ahora es mi canción favorita del disco. Relaciones malísima [hacer para] una buena canción».

## Composición
«Behind These Hazel Eyes» fue escrita por Kelly, Max Martin y Dr. Luke y fue producido por los dos últimos. Según la partitura publicada en Musicnotes.com por Alfred Publishing, está fijado en el tiempo común y tiene un tempo moderado de 90 latidos por minuto. Está compuesta en la tonalidad de fa sostenido menor con Spanning rango vocal de Kelly más de dos octavas de F#3 a F#5. El coro era la única parte de la canción que fue escrito por el Dr. Luke y Max junto con Kelly cara a cara. La canción comienza con Clarkson lamentos «oh oh oh» a través de una percusión inquietas. En el primer verso, la música se convierte en silencio para concentrarse en Clarkson vocal, ella canto «Seems like just yesterday/You were a part of me/I used to stand so tall/I used to be so strong/Your arms around me tight/Everything it felt so right/Unbreakable like nothing could go wrong». Durante el coro, el sonido de la guitarra electrónica es dominante mientras se vocaliza «Here I am/Once again/I’m torn into pieces/Can’t deny it/Can’t pretend/Just thought you were the one/Broken up deep inside/But you won’t get to see the tears I cry/Behind these hazel eyes». Gil Kaufman de MTV dio cuenta de que la canción «se disparó en las guitarras crujientes, ritmos y coros, conducción agitados». Líricamente, la canción narra la historia de una relación fallida que inicialmente comenzó bien. Kelly lamenta haber permitido que la vulnerable a su exnovio y ella se determinó que a pesar del dolor que siente, que no le dé la satisfacción de verla llorar. Michael Paoletta de Billboard alabó vocal de Kelly, escribiendo «Kelly simplemente ofrece un vocal tour-de-fuerza suelta que hierve a fuego lento junto con un fondo musical de esteroides-cargado que es divertido, rápido y furioso». Scott Juba de The Trade alabó la producción de la canción, escribiendo «fuerte gancho de la canción tira y oyentes en los involucra en las letras sin llegar a ser un truco publicitario o manipulador». También felicitó vocal de Kelly, que «oscila entre el dolor y el desafío con una precisión milimétrica cercano».

## Recepción de la crítica

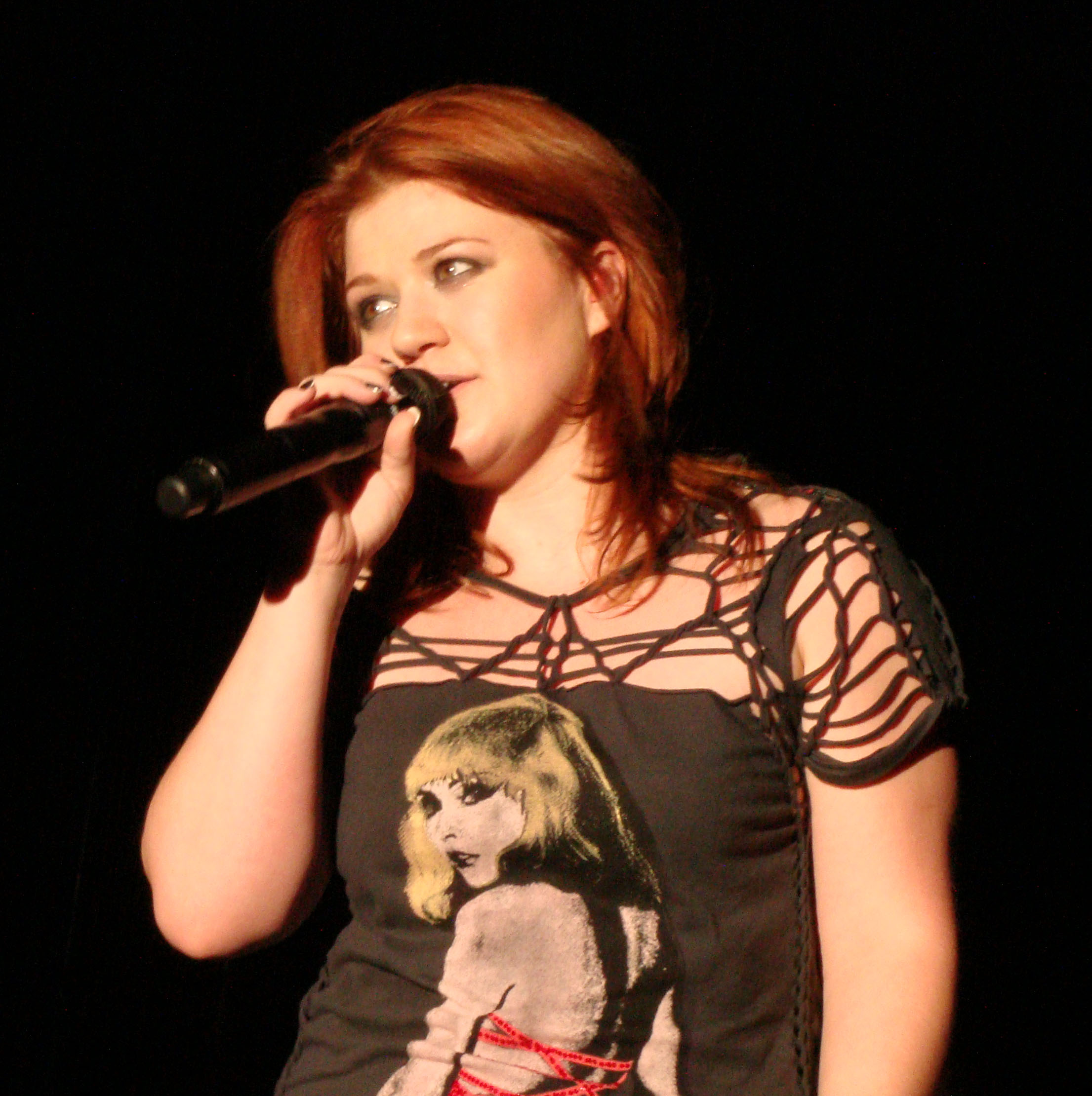
Los críticos pensaron que «Behind These Hazel Eyes» muestra destreza vocal de Kelly.

Elizabeth Scott, de Sky Living escribió, «mientras que Kelly está haciendo bien musicalmente, su vida sentimental todavía no se ha recuperado y ella tiene el corazón roto una vez más. Estoy seguro de que el pensamiento de otro top ten hit podría animarla!» Scott Juba de The Trade consideró «Behind These Hazel Eyes» como el punto culminante del álbum, escribiendo «Ahora que [Kelly es] un par de años mayor que ella, cuando grabó su primer disco, que cuenta con más autenticidad a las canciones de relación». Evan Sawdey de PopMatters en comparación «Don't Let Me Stop You» (2009) con «Behind These Hazel Eyes», diciendo que el primero «puede sonar como otra reescritura de una más antiguo hit Kelly (en este caso, «Behind These Hazel Eyes»), pero las letras de observación acerca de una relación cuestionable son lo que finalmente hace que todo el asunto clic». Charles Merwin de Stylus Magazine sintió que la canción debería vender discos más porque «todo el respaldo musical se retira para permitir que la voz de Kelly a través de vivir o morir por su propia cuenta». Pam Avoledo de Blogcritics cree que «Behind These Hazel Eyes» fue superior a la redacción de «Since U Been Gone», comentando que «Es más pegada, bien escrito y da Clarkson la oportunidad de mostrar sus habilidades vocales sin la soberbia de moda».
Joe Cruz de Cox Communications pensó que «Behind These Hazel Eyes» fue un buen seguimiento de «Since U Been Gone», diciendo «No es «Since U Been Gone», que es sólo un pop -rock gigante, pero a medida que pasan los seguimientos, no es nada mal. abajo-hogar que todo está Kelly (así, en su mayoría su aspecto) vende estos pequeños haikus angustia excepcionalmente bien». También enumeró «Behind These Hazel Eyes» como una de las 40 canciones que definen el verano de 2005. Maria DiLorenzo de Yahoo! clasificado «Behind These Hazel Eyes» en el número cuatro en su lista de los «Top Ten Kelly Clarkson Song of the Decade», escribiendo «hermosa crooning y sí una vez más un elegante viejo vídeo romántica mundo para ir junto con él. usted tiene más remedio que estar enamorado por la combinación». Chris Kael de WKNS clasificado «Behind These Hazel Eyes» en el número cuatro en su lista de los «Top 10 Summer Songs From 2005». Sam Lansky de PopCrush describió la canción como «uno de los favoritos de éxito seguro» y lo clasificó en el número nueve en su lista de «Top 10 canciones de Kelly Clarkson». Bill Lamb de About.com puso la canción en el número 62 en su lista de los «Top 100 Pop Songs of 2005». Al ASCAP Pop Music Awards de 2005, la canción fue honrado con el premio canciones más tocadas. En enero de 2010, «Behind These Hazel Eyes» fue la quinta canción más tocada de la década pasada por
artista American Idol. La canción fue nominada en la categoría de Canción del Año: Mainstream Hit Radio en Radio Music Awards de 2005. Robert Copsey de Digital Spy considera «Behind These Hazel Eyes» como el segundo mejor sencillo de Kelly después de «Since U Been Gone», escribiendo «Resultó ser un quemador lento en el momento de la autorización, pero la grandeza de esta pista sigue se realizará a través del tiempo». El 12 de mayo de 2015, Billboard  clasificado con la canción en el número cuatro en la lista Top 100 American Idol Hits of All Time.

## Rendimiento en las listas
«Behind These Hazel Eyes» debutó en el número ochenta y siete en el Billboard Hot 100 en la semana que terminó el 23 de abril de 2005. La canción alcanzó el número seis en la semana que finalizó el 11 de junio de 2005. Se quedó dentro de los diez primeros en el Billboard Hot 100 durante quince semanas.
En la semana que terminó el 27 de agosto de 2005, la canción encabezó el Adult Top 40 y se quedó en la posición durante cinco semanas consecutivas. En Radio Songs de Billboard, la canción alcanzó el número cuatro el 6 de agosto de 2005. La canción también apareció en Estados Unidos Pop Songs en el número treinta en la semana al 30 de abril de 2005, y alcanzó el número dos en la semana que terminó el 9 de julio de 2005. Se pasó siete semanas consecutivas en el número dos y se llevó a cabo fuera de la primera posición por «We Belong Together» de Mariah Carey. Se convirtió en el único clasificado XVI de la década de 2000 en los Pop Songs Chart cumplió por las listas de Billboard. El 31 de enero de 2008, «Behind These Hazel Eyes» fue certificado platino por Recording Industry Association of America (RIAA). La canción ha vendido 1,508,000 copias digitales en los Estados Unidos como marzo del 2013. En Irlanda, la canción debutó en el número nueve en la semana que terminó el 22 de septiembre de 2005,
A nivel internacional, «Behind These Hazel Eyes» fue un éxito comercial. En Australia, la canción debutó y alcanzó el puesto número seis en la semana que terminó el 3 de julio de 2005. En Nueva Zelanda, la canción entra New Zealand Singles Chart y alcanzó su punto máximo en el número siete en la semana termina 4 de junio de 2005, como el debut más alto de la semana. En Reino Unido, la canción también debutó y alcanzó el puesto número nueve en la semana que finalizó el 1 de octubre de 2005. y alcanzó el número cuatro en la semana que finalizó el 3 de noviembre de 2005.

## Video musical

### Antecedentes y lanzamiento
El video musical fue dirigido por Joseph Kahn y fue producido por Danyi Deats-Barrett. Se rodó durante dos días en abril de 2005 en Toronto en una iglesia y un escenario de sonido, mientras que Kelly estaba de gira. Según Kahn, Kelly estaba enfermo durante la producción y no podía hablar. Durante el armario de Clarkson apropiado, se comunicaban entre sí mediante notas escritas por ella. A pesar de que se ve hablar y es entrevistado en el detrás de cámaras. Access Hollywood informó de que un solo aspersor se utilizó para producir la lluvia en el video musical. El concepto del video musical fue concebido por Kelly. Ella explicó: «Todo esto es una metáfora sobre un cuento de hadas rota [...] Usted piensa que todo va bien, y luego la realidad se inicia el trasero. Es una especie de un video triste, pero va a ser mi mejor. es real, y por eso la gente como yo». Kelly también agregó que después de que se completó la producción del video musical, que tenía contusiones y una mancha de color verde y amarillo en su bíceps izquierdo. El video musical se estrenó en línea el 9 de mayo de 2005, en MTV. El 16 de mayo de 2005, se estrenó el Total Request Live donde debutó en el número cinco en la carta al día siguiente.

### Sinopsis
El video musical comienza con Kelly de pie en una habitación que lleva un vestido de novia blanco. Con un ramo de rosas de color rojo, que está rodeada de sus damas de honor, mientras se preparan para su boda. Se sienta en un sofá y ve una foto de la boda de su prometido con otra mujer como tormenta comienza a formarse afuera. Las damas de honor tratan de cerrar las ventanas, pero fracasan de manera que corran fuera de la habitación dejando solo Kelly, que se ve caer el ramo de rosas, así como la foto de la boda de sus manos en el suelo. La siguiente escena muestra Kelly caminar hacia el altar en una iglesia con un vestido negro. Ella ve una novia de pie en el altar con su prometido, el conseguir casado. Cuando se corre el velo de la novia, se da cuenta de que la novia es la mujer de la foto. Kelly, que ahora lleva un vestido de novia blanco, sale corriendo de la iglesia y en un pantano oscuro. Un montaje de Kelly cantando con su banda en un pantano oscuro se muestra alternativamente con escenas de Kelly se ejecuta en el bosque y que pone en el suelo. Kelly también es visto de pie dentro de una casa abandonada, con un vestido negro voluminosa. A medida que la lluvia empiece a caer, Kelly finalmente colapsó, de rodillas en el suelo mientras que mira y recibe consuelo de su otro yo que está cantando con la banda. La escena cambia a un día presente, donde Kelly está de pie en el altar, el intercambio de votos con su prometido. Antes de que se pone el anillo en su dedo, ella mira a los invitados y se da cuenta de que la mujer de la foto es entre el público. Ella ve a su prometido intercambiar una sonrisa con la mujer como la mujer le lanza un beso. Kelly entonces alcanza para el anillo y lo lanza a su prometido, antes de salir corriendo del altar. Ella lanza su ramo de boda en el regazo de la mujer y empuja su camino más allá de los invitados a la boda que están tratando de dejar que se fuera. El video termina con Kelly paso a paso por las puertas en la luz del sol brillante.

### Recepción
James Dinh de MTV Newsroom enumerado «Behind These Hazel Eyes» como uno de los videos musicales con «un mal caso del síndrome de novia fugitiva», escrito, «A lo largo del clip, Kelly encuentra a sí misma corriendo a través de una tierra de barro pantanoso hasta que encaje a cabo de sus visiones, se niega a proceder a la boda y hace un escape impactante de la iglesia». Andrea Holmes, de AOL clasificado «Behind These Hazel Eyes» en el número cinco en su lista de «Top Wedding Music Videos: 15 Clips for the Big 'I Do'.» Ella comentó: «La ilustración perfecta de nuestro punto sobre el video de la boda, 'Behind These Hazel Eyes' toma un enfoque atípico al matrimonio [...] A lo largo del video el tiempo es oscuro y lluvioso, igualando la línea de la historia, pero cuando zanjas Clarkson la boda y sale corriendo de la iglesia, que es recibido con sol». En una entrevista con MTV, el cantante principal de Yellowcard, Ryan Key, alabó Kelly en el video musical. Él dijo: «Ella es tan increíblemente precioso en ese video que es toda la televisión en este momento [...] El vestido de novia húmedo y el pelo mojado y ... Vamos, hombre! ¿Quién sabía? Ella es tan caliente. Ella se ve tan bien en ella». Robert Copsey de Digital Spy opinó que el video musical es el mejor video de Kelly hasta la fecha. El video musical tuvo una exitosa carrera en Total Request Live en el que encabezó la lista durante 33 días, un récord que Kelly se mantiene para la estancia más larga de una artista femenina en el número uno en la lista.

## Presentaciones en vivo

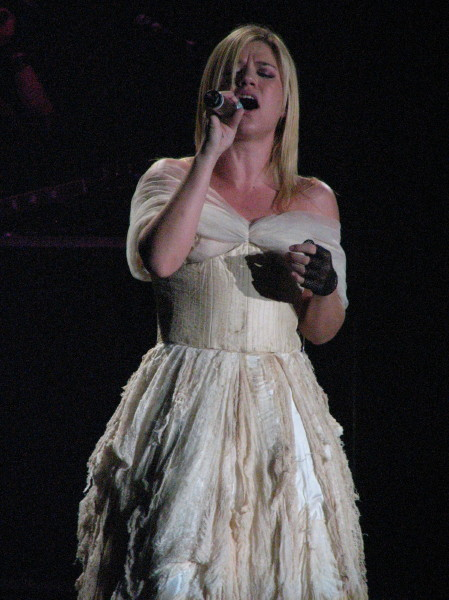
Kelly interpretando la canción que lleva el vestido de novia que aparece en su video musical

«Behind These Hazel Eyes» fue incluido en la lista de canciones de su gira Breakaway World Tour (2005). Durante su gira de conciertos en Germain Arena, Clarkson se realizó la canción con el mismo vestido de novia que usó en el video musical de la canción. Kelly también presentó «Behind These Hazel Eyes» en su All I Ever Wanted Tour (2009). Durante la gira en Hammerstein Ballroom, la ciudad de Nueva York, Clarkson cantó la versión simplificada de la canción, acompañada por la guitarra y vocal. Caryn Ganz de Rolling Stone sintió que la influencia de Alanis fue evidente en el coro de «Behind These Hazel Eyes», que se presentó acústicamente en el evento. Kelly ha explicado que la disposición se pretende maximizar la audiencia potencial para cantar en la que Jim Cantiello de MTV pensó era eficaz. En diciembre de 2011, Kelly también realizó «Behind These Hazel Eyes» en el Chicago Theatre como parte en el concierto a beneficio del Miracle on State Street. Bob Gendron de Chicago Tribune examinó el rendimiento de Kelly, escribiendo «el nativo de Texas podría haber impresionado, simplemente mediante la proyección de su voz en auge y saboreando su gama prodigiosa».

## Versiones de otros artistas
«Behind These Hazel Eyes» fue versionada por Cassadee Pope en la tercera temporada de The Voice. Según Pope, se decidió a cantar la canción con el fin de llegar a su padre que se divorció de su madre cuando ella era todavía 11 años de edad. Su interpretación fue elogiado por Christina Aguilera diciendo: «llegué a sentir tu corazón».

## Créditos y personal
Grabación
- Grabado por Max Martin, Dr. Luke, Lasse Marten y Kevin M. Guarnieri en Maratone Studios, Stockholm, Suecia y Dr. Luke's NYC & Westlake Audio, Los Ángeles, California.

Personal
|  | - Kelly Clarkson – voz principal y coros - Shawn Pelton - voces de fondo - Dr. Luke – productor, instrumentos - Max Martin – productor, instrumentos - Shawn Pelton – batería | - Johan "Brorsan" Brorsson – ingeniero de pro-herramientas - John Hanes – ingeniero de pro-herramientas - Serban Ghenea – mezcla - Tim Roberts – asistente de mezcla |

Créditos adaptados de las notas de Breakaway.

## Lista de canciones
- Descarga digital y CD single[61]

1. «Behind These Hazel Eyes» (Álbum Versión) – 3:16
2. «Behind These Hazel Eyes» (Live @ Sony Connect) – 3:39
3. «Behind Theze Hazel Eyes» (Enhanced CD Video) - 3:16

- Behind These Hazel Eyes – EP[62]

1. «Behind These Hazel Eyes» (Joe Bermúdez & Josh Harris Mixshow Edit) – 3:29
2. «Behind These Hazel Eyes» (Joe Bermúdez & Josh Harris Mixshow Remix) – 5:24
3. «Behind These Hazel Eyes» (Joe Bermúdez & Josh Harris Mixshow Instrumental) – 5:25
4. «Behind These Hazel Eyes» (Joe Bermúdez & Josh Harris Top 40 Radio Remix) –	3:10
5. «Behind These Hazel Eyes» (Joe Bermúdez & Josh Harris Acappella) – 2:58

## Posicionamiento en listas y certificaciones
| Listas (2005–06)                            | Mejor posición |
| ------------------------------------------- | -------------- |
| Australia (ARIA)                            | 6              |
| Austria (Ö3 Austria Top 40)                 | 9              |
| Bélgica (Flandes) (Ultratop 50)             | 23             |
| Bélgica (Valonia) (Ultratip Bubbling Under) | 4              |
| República Checa (Rádio Top 100)             | 35             |
| Dinamarca (Airplay danés)                   | 13             |
| German Singles Chart                        | 16             |
| Irlanda (IRMA)                              | 4              |
| Países Bajos (Dutch Top 40)                 | 7              |
| Nueva Zelanda (Recorded Music NZ)           | 7              |
| Escocia (Scottish Singles Sales Chart)      | 6              |
| Suecia (Sverigetopplistan)                  | 21             |
| Suiza (Schweizer Hitparade)                 | 20             |
| Reino Unido (UK Singles Chart)              | 9              |
| Estados Unidos (Billboard Hot 100)          | 6              |
| US Billboard Pop 100                        | 3              |
| Estados Unidos (Adult Contemporary)         | 13             |
| Estados Unidos (Adult Top 40)               | 1              |
| Estados Unidos (Mainstream Top 40)          | 2              |

| Listas (2005)                    | Posición |
| -------------------------------- | -------- |
| Países Bajos (Dutch Top 40)      | 45       |
| Países Bajos (Single Top 100)    | 68       |
| Reino Unido UK Singles Chart     | 70       |
| Estados Unidos Billboard Hot 100 | 10       |

| Listas (2006)               | Posición |
| --------------------------- | -------- |
| Austria (Ö3 Austria Top 40) | 67       |

## Historial de lanzamientos
| País           | Fecha                    | Formato(s)                             | Discográfica |
| -------------- | ------------------------ | -------------------------------------- | ------------ |
| Estados Unidos | 12 de abril de 2005      | Mainstream radio                       | RCA Records  |
| Australia      | 17 de junio de 2005      | Maxisencillo                           | Sony BMG     |
| Francia        | 1 de agosto de 2005      | Descarga digital (Dance Vault Remixes) | Sony BMG     |
| Irlanda        | 9 de septiembre de 2005  | Descarga digital                       | Sony BMG     |
| Alemania       | 9 de septiembre de 2005  | Descarga digital                       | Sony BMG     |
| Noruega        | 12 de septiembre de 2005 | Descarga digital                       | Sony BMG     |
| Reino Unido    | 19 de septiembre de 2005 | CD single                              | Sony BMG     |
| Reino Unido    | 19 de septiembre de 2005 | Maxisencillo                           | Sony BMG     |
| Alemania       | 21 de octubre de 2005    | Maxisencillo                           | Sony BMG     |
| Alemania       | 28 de octubre de 2005    | CD single                              | Sony BMG     |